# Holcocerina
Holcocerina é um gênero de traça pertencente à família Agonoxenidae.